# Санковский, Андрей Степанович
Андрей Степанович Санковский (?—1859) — генерал-майор, участник Кавказских войн.

## Биография
Сын Феодосийского градоначальника С. А. Санковского. Происходил из дворян Полтавской губернии, службу начал в 1814 году в полиции коллежским регистратором, в 1815 году получил чин губернского секретаря, а в 1818 году — коллежского секретаря.
В 1820 году подал прошение об увольнении его с гражданской службы и зачислении на военную. Это прошение было удовлетворено и в том же году Санковский был принят юнкером в лейб-гвардии 2-ю артиллерийскую бригаду. В 1821 году произведён в прапорщики и в 1824 году — в подпоручики.
В 1826 году Санковский получил чин поручика и был переведён в 1-ю батарейную роту Кавказской гренадерской артиллерийской бригады, в рядах которой принял участие в войне против Персии. Сражался при Шамхоре, Гяндже, Аббас-Абаде, Сардар-Абаде и Эривани. В 1827 году за отличие был произведён в штабс-капитаны, 25 января 1828 года ему была пожалована золотая шпага с надписью «За храбрость».
Вслед за тем Санковский принял участие в кампании против турок, был в делах под Карсом, Ахалкалаками, Ахалцихе, Катанлы, Милли-дюзе, Эрзеруме и Харте. За отличия во время войны в 1829 году получил чины капитана и подполковника.
По окончании военных действий в Закавказье Санковский продолжал службу в Кавказской гренадерской артиллерийской бригаде и неоднократно принимал участие в походах против горцев.
В 1834 году он был назначен состоять по артиллерии без должности, с 1837 года переведён в Корпус инженеров путей сообщения и отчислен в распоряжение командира Отдельного Кавказского корпуса для особых поручений, в 1838 году произведён в полковники. 26 ноября 1850 года Санковский за беспорочную выслугу 25 лет в офицерских чинах был награждён орденом св. Георгия 4-й степени (№ 8426 по кавалерскому списку Григоровича — Степанова).
Скончался 4 сентября 1859 года в чине генерал-майора.